# ティプトン郡 (テネシー州)
ティプトン郡（英: Tipton County）は、アメリカ合衆国テネシー州の西部に位置する郡である。2010年国勢調査での人口は61,081人であり、2000年の51,271人から19.1%増加した。郡庁所在地はコビントン市（人口9,038人）であり、同郡で人口最大の都市でもある。
ティプトン郡はミシシッピ州とアーカンソー州にも跨るメンフィス大都市圏に属している。メンフィス市のあるシェルビー郡が南に接している。

## 歴史

### インディアン文化

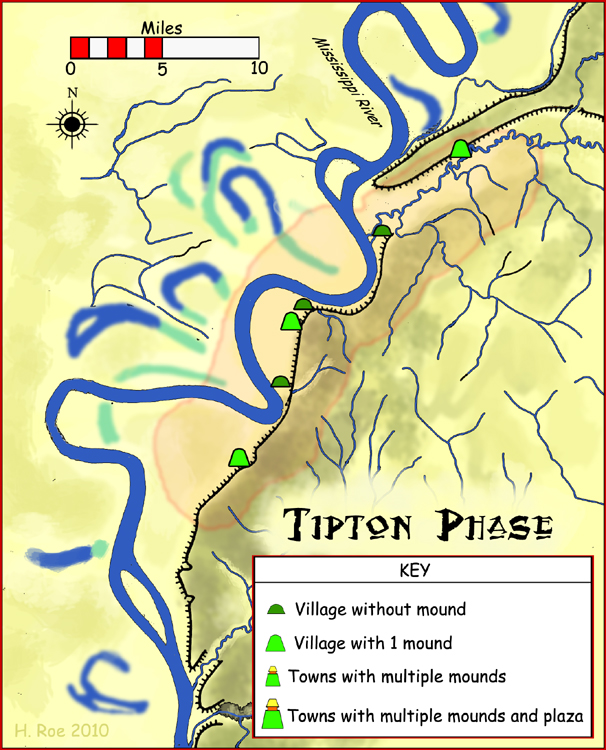
ティプトン・フェイズと関連地

現在のアメリカ合衆国南部には、紀元前1万年頃からパレオ・インディアンとその後の古期インディアンが、狩猟採集社会を作っていた。西暦800年から1600年頃、ミシシッピ川デルタにはミシシッピ文化のマウンドを構築するインディアンが住み、後にはウッドランド期に発展した。
ティプトン・フェイズとはミシシッピ文化の地方的な表現である。ヨーロッパ人との最初の接触が起きた時代、すなわちエルナンド・デ・ソトの遠征隊が到着したときに現在のティプトン郡領域に住でいた。ミシシッピ文化が終わる時までに、この領域はチカソー族インディアンの領土となった。チカソー族の正確な出自は不明である。
1800年頃、ヨーロッパ人がそれまで数世紀もチカソー族が住んでいたミシシッピ川東の地域に入り始めた。西テネシーと南西ケンタッキーにあったチカソー族の土地は、ジャクソン買収で譲渡された。1818年、タスカルーサ条約の調印によって、土地の譲渡が合意された。

### 1811年と1812年の地震
1811年と1812年に起きたニューマドリード地震によって生じた地形的変化のために、現在ティプトン郡となっている領域の一部は、ミシシッピ川の流れが変わったことでテネシー州から切り離された。この地震でレベリーの町近くでミシシッピ川が流れを変えた。古い河床はレベリーの西にある。現在の川はレベリーの東にある。このことでレベリーはアーカンソー州側の岸にあり、一方ティプトン郡領域の大半はミシシッピ川の東、すなわちテネシー州側の岸にある。

### 郡の成立
ティプトン郡は1823年10月29日に、南に接するシェルビー郡から分離して設立された。その領域は元チカソー族インディアンの領土だったところから得られた。郡名はアーミステッド・ブレビンスの父ジェイコブ・ティプトンに因んで名付けられた。ティプトンはシェルビー郡の組織化を監督した者であり、北西部領土を巡る紛争の中で、1791年にインディアンに殺されていた。

### 19世紀

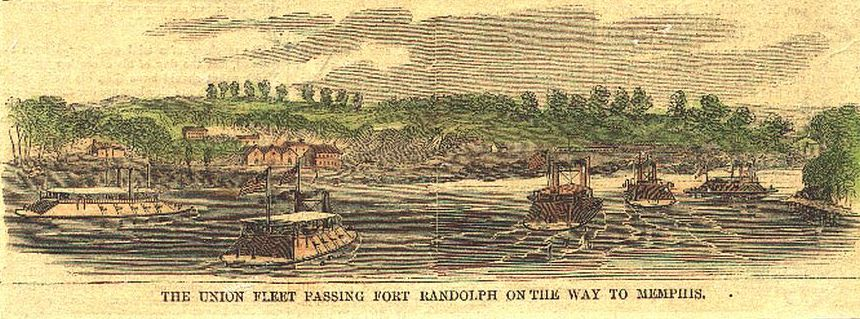
ランドルフ砦下を過ぎる北軍の艦隊、1865年

ミシシッピ川で初期の蒸気船による交易はティプトン郡で繁盛した。1830年、郡内では初期の開拓地であるランドルフの町が州内で最も重要な出荷点となり、その優越性を巡ってメンフィスと競ったが、その後は衰退していった。この町はミシシッピ川に臨むチカソー崖のあり、戦略的に重要な位置にあったために、南北戦争のときには、近くにランドルフ砦とライト砦の2つが建設された。
ティプトン郡に最初の鉄道が開通したのは1855年12月のことであり、メンフィス・アンド・オハイオがメンフィス市からナッシュビル市まで、現在のメイソンを通る線を開通させた。1873年7月にはメンフィス・アンド・パデューカ鉄道がコビントンまでの路線を完成させた。メンフィスとコビントンを繋ぐ電信戦は1882年に開通した。1894年、コビントンの町には電気が通った。1898年からはコビントンで上水の供給が始まった。1922年、コビントンで道路の舗装が始まり、1929年からは天然ガスが使えるようになった。
コビントン市の南主要歴史地区は19世紀末から20世紀初期にかけて、約50戸の住居があり、現在も残されている。

## 地理
南北方向の幹線道 アメリカ国道51号線がティプトン郡を東西に二分しており、コビントン市を抜けている。西側郡境はミシシッピ川であり、対岸はアーカンソー州である。ただし、1812年のニューマドリード地震によってミシシッピ川の流れが変わったために、レベリーやコロナなど幾つかの町がアーカンソー州側の岸にあり、飛び地のようになっている。
アメリカ合衆国国勢調査局に拠れば、郡域全面積は475平方マイル (1,230 km2)であり、このうち陸地459平方マイル (1,190 km2)、水域は15平方マイル (39 km2)で水域率は3.23%である。
ティプトン郡はニューマドリッド地震帯の南東端にあり、地震の危険性が高い。

### 隣接する郡
- ローダーデール郡 - 北
- ヘイウッド郡 - 東
- ファイエット郡 - 南東
- シェルビー郡 - 南
- クリッテンデン郡 (アーカンソー州) - 南西
- ミシシッピ郡 (アーカンソー州) - 北西

## 人口動態

人口ピラミッド

以下は2000年国勢調査による人口統計データである。
| 基礎データ - 人口: 51,217人 - 世帯数: 18,106 世帯 - 家族数: 14,176 家族 - 人口密度: 43人/km2（112人/mi2） - 住居数: 19,064軒 - 住居密度: 16軒/km2（42軒/mi2） 人種別人口構成 - 白人: 77.86% - アフリカン・アメリカン: 19.90% - ネイティブ・アメリカン: 0.38% - アジア人: 0.37% - 太平洋諸島系: 0.06% - その他の人種: 0.38% - 混血: 1.04% - ヒスパニック・ラテン系: 1.21% 年齢別人口構成 - 18歳未満: 29.3% - 18-24歳: 8.6% - 25-44歳: 30.4% - 45-64歳: 21.8% - 65歳以上: 9.9% - 年齢の中央値: 34歳 - 性比（女性100人あたり男性の人口） - 総人口: 97.0 - 18歳以上: 93.2 | 世帯と家族（対世帯数） - 18歳未満の子供がいる: 39.6% - 結婚・同居している夫婦: 60.2% - 未婚・離婚・死別女性が世帯主: 13.9% - 非家族世帯: 21.7% - 単身世帯: 18.7% - 65歳以上の老人1人暮らし: 7.4% - 平均構成人数 - 世帯: 2.78人 - 家族: 3.17人 収入と家計 - 収入の中央値 - 世帯: 41,856米ドル - 家族: 46,807米ドル - 性別 - 男性: 35,611米ドル - 女性: 23,559米ドル - 人口1人あたり収入: 17,952米ドル - 貧困線以下 - 対人口: 12.1% - 対家族数: 10.3% - 18歳未満: 16.3% - 65歳以上: 17.7% |

アメリカ合衆国国勢調査局による2006年統計では、郡の人口は57,380 人、 22,551 世帯となっていた。2000年の 51,271 人から6年間で11.9%増加していた。人口の50.7%が女性、49.3%が男性である。人種別構成比では、白人79.2%、黒人18.8%、インディアン0.4%、その他1.6% だった。

## 公園とレクリエーション

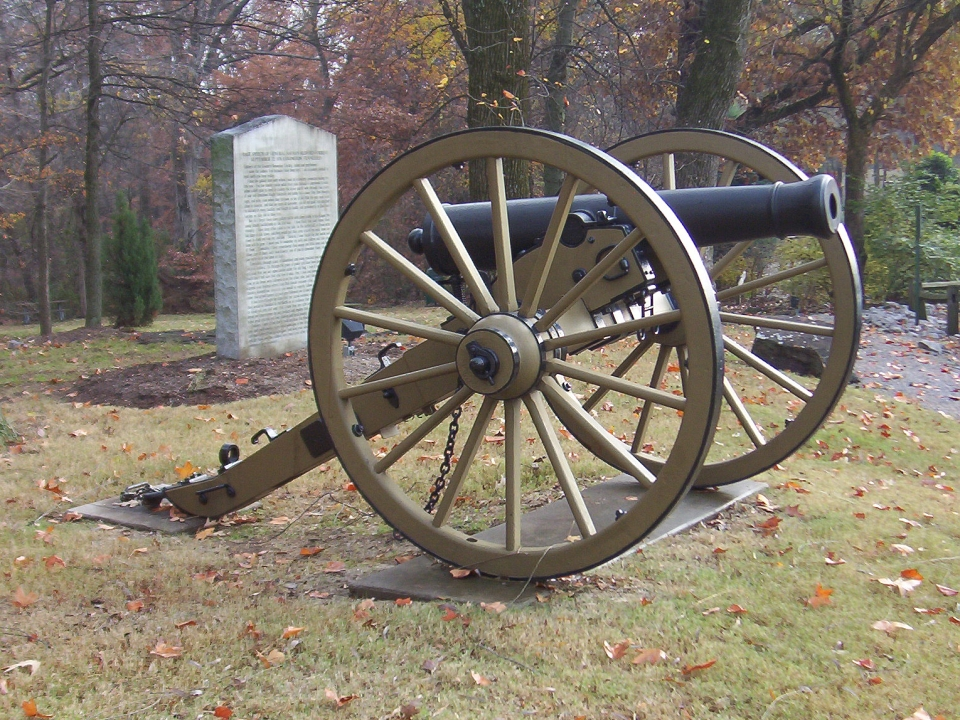
コビントン市自然センター退役兵記念碑前に置かれた大砲、背景の標識にはネイサン・ベッドフォード・フォレストの最後の言葉が書かれている、2007年撮影

### ティプトン郡博物館
ティプトン郡博物館はコビントン市にある。ここには南北戦争時代の軍事的な展示物などが置かれている。地元の動物の剥製やマストドンの骨の破片が自然史の展示物になっている。博物館の隣には20エーカー (80,000 m2) の公園と0.5 マイル (800 m) の歩道がある。自然の森と人工の湿地には亀や鳥など地元の小動物が生息している。博物館前の退役兵記念碑は戦争で命を失った軍出身兵士を記念するものである。この博物館は日曜日と月曜日が休館日であり、公園を含め入場は無料である。

### 郡立公園
- アトカ・コミュニティ公園、1992年建設、ソフトボール場4面
- コートスクエア公園、シティ公園、噴水、煉瓦造りの献辞壁
- フレーザー公園、広さ10エーカー (40,000 m2) 、長さ0.5 マイル (800 m) のフィットネス歩道、遊技場と球技場
- マンフォード・シティ公園、毎年独立記念日の祭を開催
- パトリオット公園、2004年開園、中央にはA-4 スカイホーク攻撃爆撃機
- ポプラ公園、ピクニック場、球技場と遊技場
- シェルトン公園、広さ1エーカー (4,000 m2) の庭園、展望台とピクニックテーブル
- バレンタイン地域公園、ピクニック用建屋と遊技場のある家族向け公園

## 都市と町

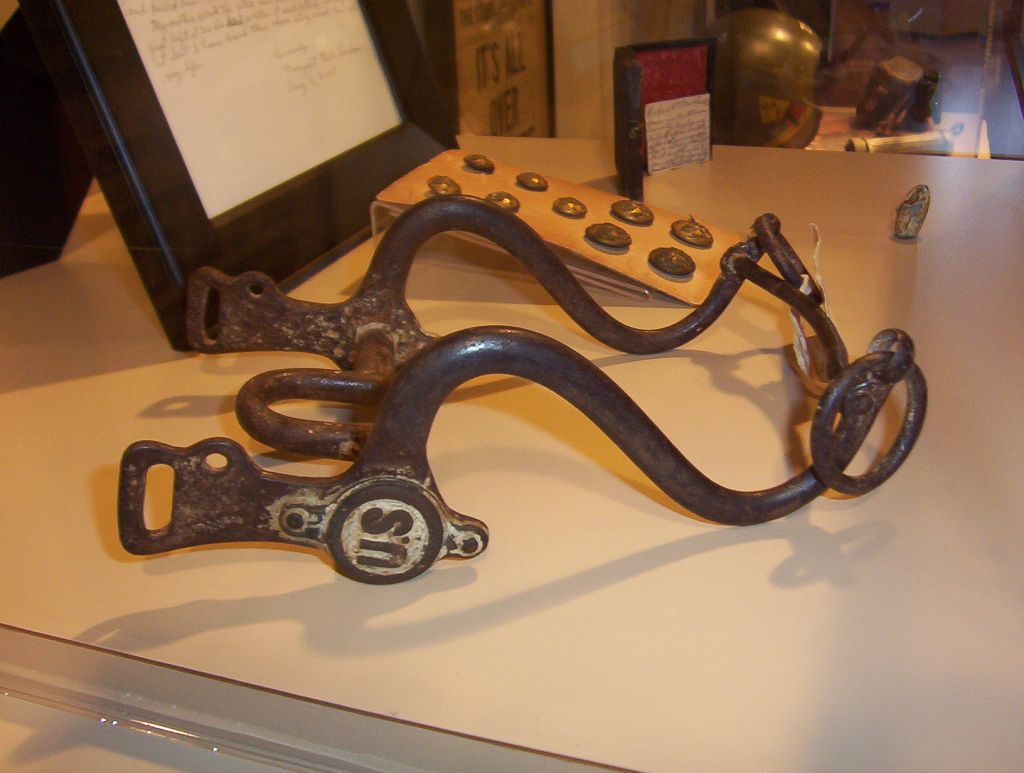
ティプトン郡博物館に展示されている南北戦争の備品（馬勒）、2008年撮影

| - コビントン - 郡庁所在地 - アトカ - ブライトン - バーリソン - ドラモンズ - ガーランド | - ギルトエッジ - メイソン - マンフォード - ランドルフ（未編入の町） - レベリー（未編入の町） - ティプトン |